# Romana Jerković
Romana Jerković (28 de novembro de 1964) é uma política croata do Partido Social Democrata que tem servido como membro do Parlamento Europeu pelo círculo eleitoral nacional croata desde fevereiro de 2020.

## Carreira política
Jerković foi membro do Sabor de 2011 a 2015.
Jerković concorreu pelo seu partido nas eleições de 2019 para o Parlamento Europeu na Croácia, não conseguindo ganhar uma cadeira imediatamente, mas garantindo uma cadeira entre as cadeiras britânicas que foram redistribuídas depois de o Reino Unido deixar a União Europeia. Ela ocupou o seu assento no Parlamento Europeu após o Brexit. No parlamento, desde então ela tem servido na Comissão da Indústria, Pesquisa e Energia. Além das suas atribuições nas comissões, faz parte da delegação do parlamento à Comissão Parlamentar de Estabilização e Associação UE-Albânia e ao Intergrupo do Parlamento Europeu sobre o Cancro.